# Демкер
Демкер (нем. Demker) — деревня в Германии, в земле Саксония-Анхальт, входит в район Штендаль в составе городского округа Тангерхютте.
Население составляет 372 человека (на 31 декабря 2008 года). Занимает площадь 12,52 км².

## История
Первое упоминание о Демкере относится к 1238 году.
До мая 2010 года Демкер образовывал собственную коммуну, куда также входила деревня Эльферсдорф (нем. Elversdorf; 52°30′51″ с. ш. 11°52′26″ в. д.), впервые упоминаемая в 1022 году.
31 мая 2010 года, после проведённых реформ, Демкер вошёл в состав городского округа Тангерхютте в качестве района. В этот район также вошла деревня Эльферсдорф.

## Галерея

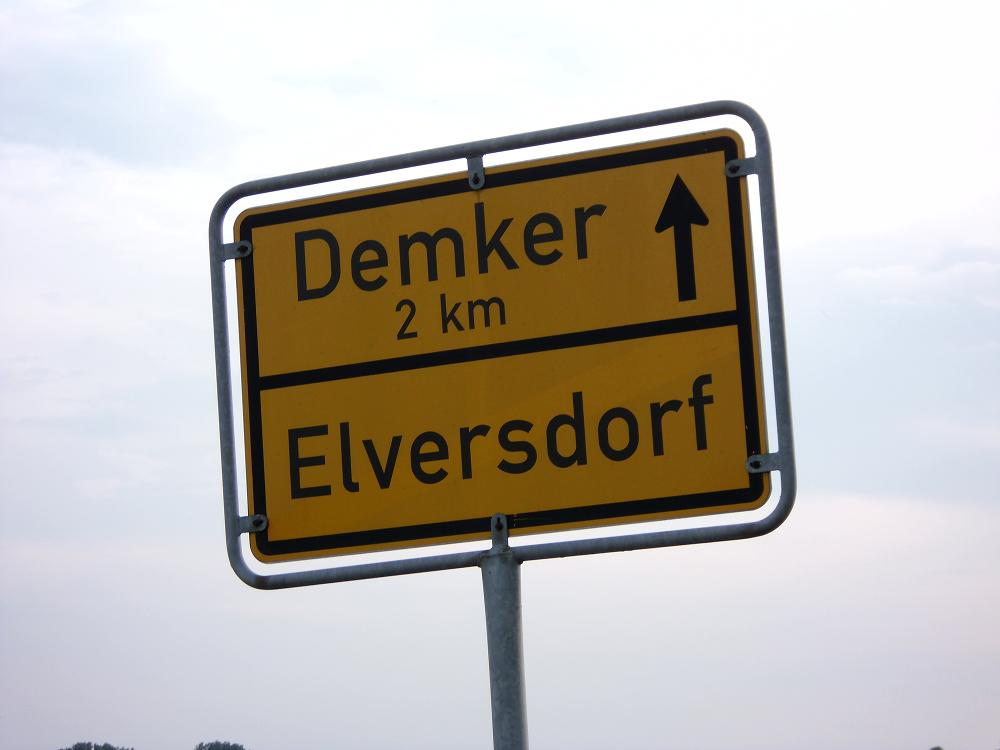
Указатель на Демкер и Эльферсдорф.
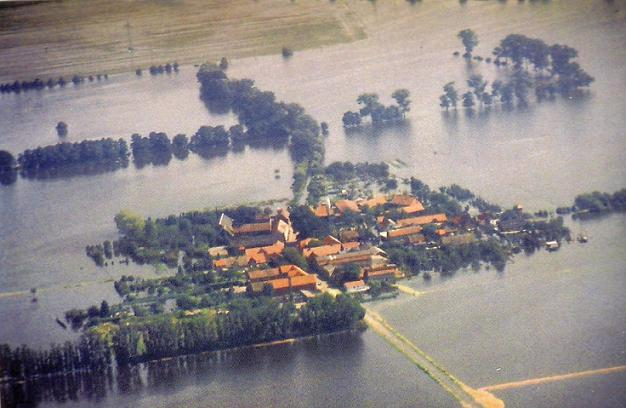
Наводнение в Эльферсдорфе, 2002 год